# Playa de Cueva
La playa de Cueva, también llamada playa de la Arena, está situada en el occidente del Principado de Asturias (España), en el concejo de Valdés, y pertenece a la localidad de Cueva.
Está en la Costa Occidental de Asturias, en la franja que recibe la catalogación de Paisaje Protegido de la Costa Occidental de Asturias.

## Descripción
Tiene forma de concha, la longitud media es de unos 500-550 m y una anchura media de unos 80 m. Su entorno es residencial, con un grado de peligrosidad medio y una ocupación masiva durante los fines de semana. El lecho es de arena tostada de grano medio. En la parte trasera, lindando con la hierba, hay acumulación de canto rodado. Desemboca en ella el río Esva, cuya desembocadura casi desaparece durante la pleamar.
Para acceder a la playa se deberán localizar los pueblos más próximos, que son Caroyas y Cueva. Si se viaja por la N-634 en sentido este-oeste, está en la primera desviación a la derecha después de pasar un puente muy elevado desde donde ya se divisa la playa. La desviación llega hasta la misma playa. Entre los varios atractivos que tiene es la proximidad al «cabo Busto» y a las «Hoces del Esva» que tienen la denominación de «Monumento Natural».
La playa dispone de equipo de vigilancia, servicios, duchas y aparcamiento. Para la práctica del surf está denominada con «Categoría 2». El camino de acceso para automóviles es bastante estrecho y debe prestarse mucha atención en la conducción. Igualmente hay que prestar atención a las corrientes si se efectúan baños en la zona de la desembocadura ya que el cambio de dirección de las corrientes es continuo. El 21 de diciembre de 2004 se capturó a caña un ejemplar de Tamboril oceánico «Lagocephalus lagocephalus» de más de 60 cm de longitud.